# Charité

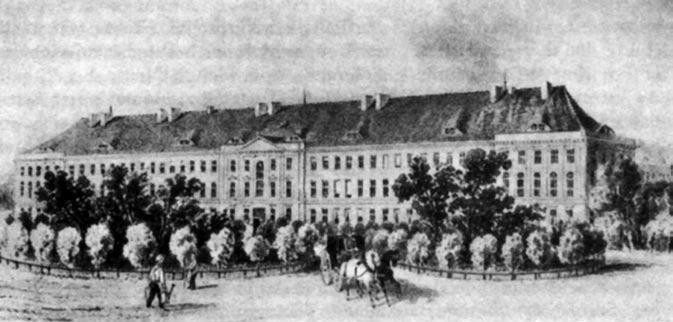
Szpital Charité w 1850 roku

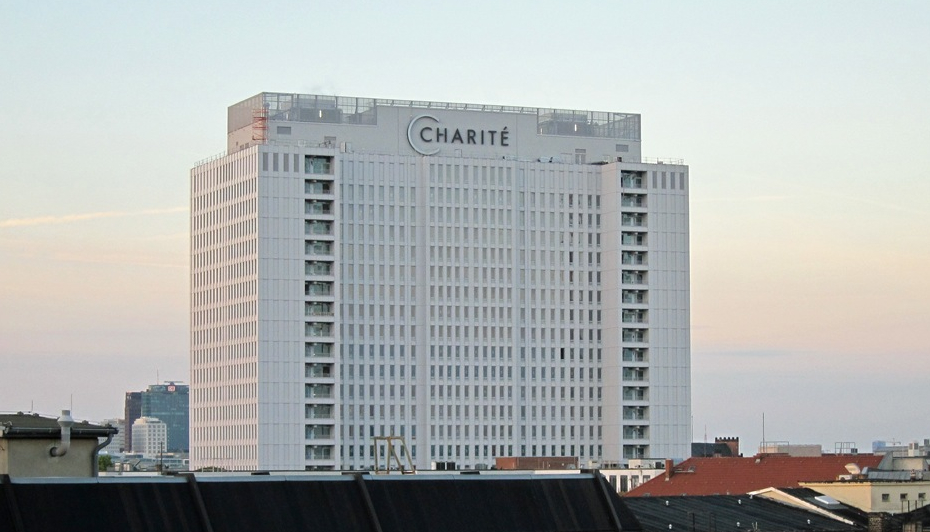
Charité Campus Mitte w Mitte

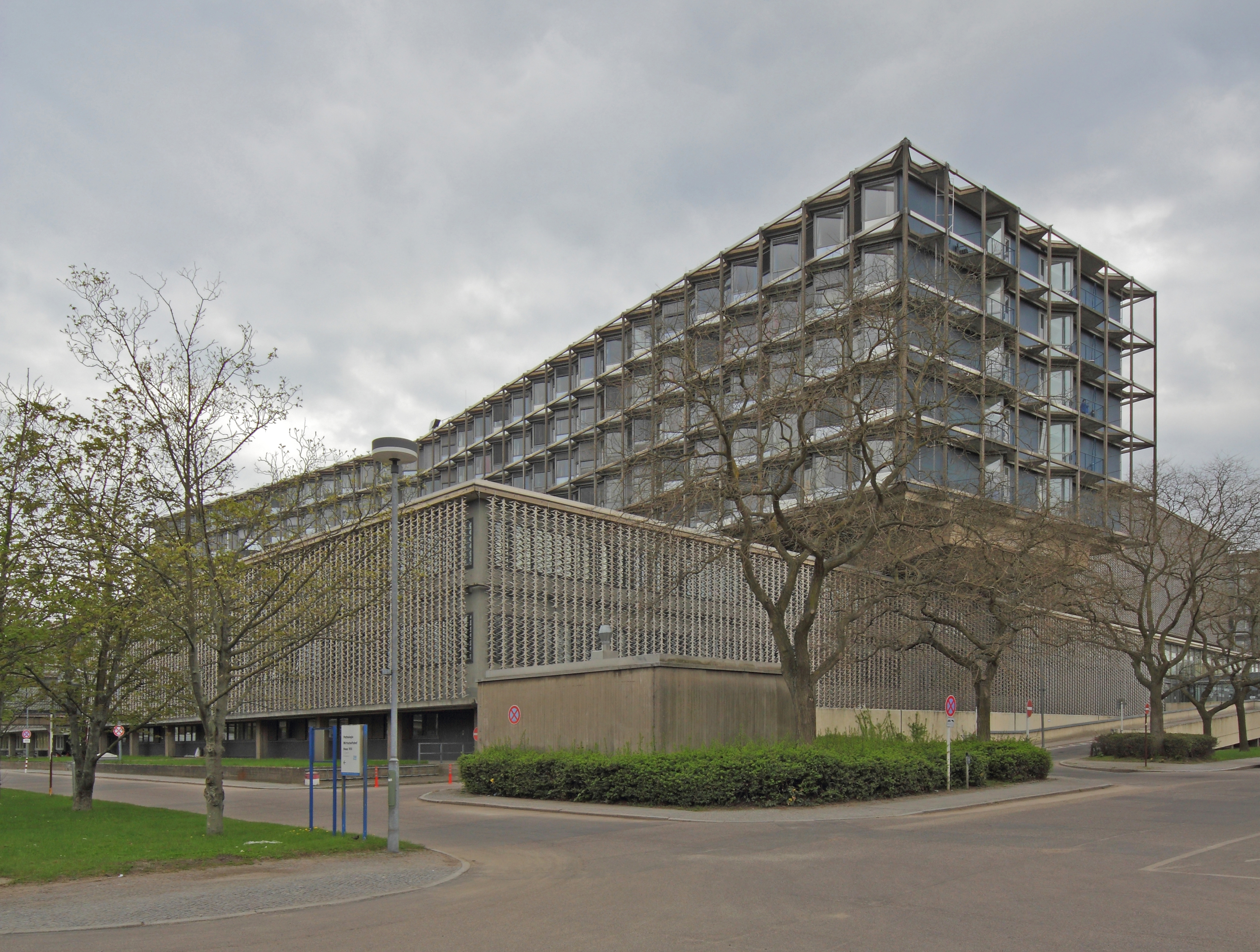
Charité Campus Benjamin Franklin w Steglitz

Położenie budynków szpitalnych

Charité (wym. [ʃaʀiˈteː]) – szpital kliniczny w Berlinie, jeden z największych w Europie. Jest on prowadzony wspólnie przez Uniwersytet Humboldtów w Berlinie i Wolny Uniwersytet Berliński.
Budynek ośrodka powstał w 1710 roku w Berlinie, w dzielnicy Mitte na wypadek epidemii dżumy. Po tym, jak epidemia oszczędziła Berlin, stał się z czasem szpitalem dla ubogich. W 1727 roku Fryderyk Wilhelm I nadał mu nazwę Charité (w języku francuskim ‘miłosierdzie’).
Z Charité związanych było wielu znanych lekarzy i naukowców, między innymi: Heinrich Adolf von Bardeleben, Emil Adolf von Behring, August Bier, Theodor Billroth, Ferdinand Blumenthal, Hans Erhard Bock, Karl Bonhoeffer, Hermann Emil Fischer, Werner Forssmann, Johann Friedrich Dieffenbach, Paul Ehrlich, Friedrich Theodor von Frerichs, Wilhelm Griesinger, Hermann von Helmholtz, Jakob Henle, Herbert Herxheimer, Rahel Hirsch, Christoph Wilhelm Hufeland, Robert Koch, Bernhard von Langenbeck, Leonor Michaelis, Rudolf Nissen, Hermann Oppenheim, Samuel Mitja Rapoport, Doreen Rosenstrauch, Ferdinand Sauerbruch, Curt Schimmelbusch, Friedrich Schleiermacher, Johann Lukas Schönlein, Heinrich Schulte, Theodor Schwann, Walter Stoeckel, Rudolf Virchow, August von Wassermann, Caspar Friedrich Wolff, Selmar Aschheim i Bernhard Zondek.
W roku 2011 w klinikach szpitala uczyło się 7500 studentów oraz leczono 593 000 pacjentów ambulatoryjnych i, na 3500 łóżkach, 139 000 stacjonarnych. Szpital zatrudnia 13 000 pracowników i mieści się w czterech kampusach:
- Campus Benjamin Franklin (CBF) w Steglitz
- Campus Buch (CBB) w Buch
- Campus Mitte (CCM) w Mitte
- Campus Virchow-Klinikum (CVK) w Wedding.

Placówki w Steglitz, Mitte i Wedding są niezależnymi ośrodkami medycznymi, zapewniającymi każdemu pacjentowi pełny zakres opieki zdrowotnej, który oferuje nowoczesna medycyna. Działają też specjalne ośrodki badawcze i lecznicze, między innymi Niemieckie Centrum Kardiologii (prowadzące największy w Niemczech program przeszczepiania serca, trzeci na świecie po londyńskim i paryskim) w Campus Virchow-Klinikum, Ośrodek Medycyny Kosmicznej w Campus Benjamin Franklin, Niemiecki Ośrodek Badawczy Reumatologii w Campus Mitte, Ośrodek Kardiologii Molekularnej i Klinicznej w Campus Buch.

## Linki zewnętrzne

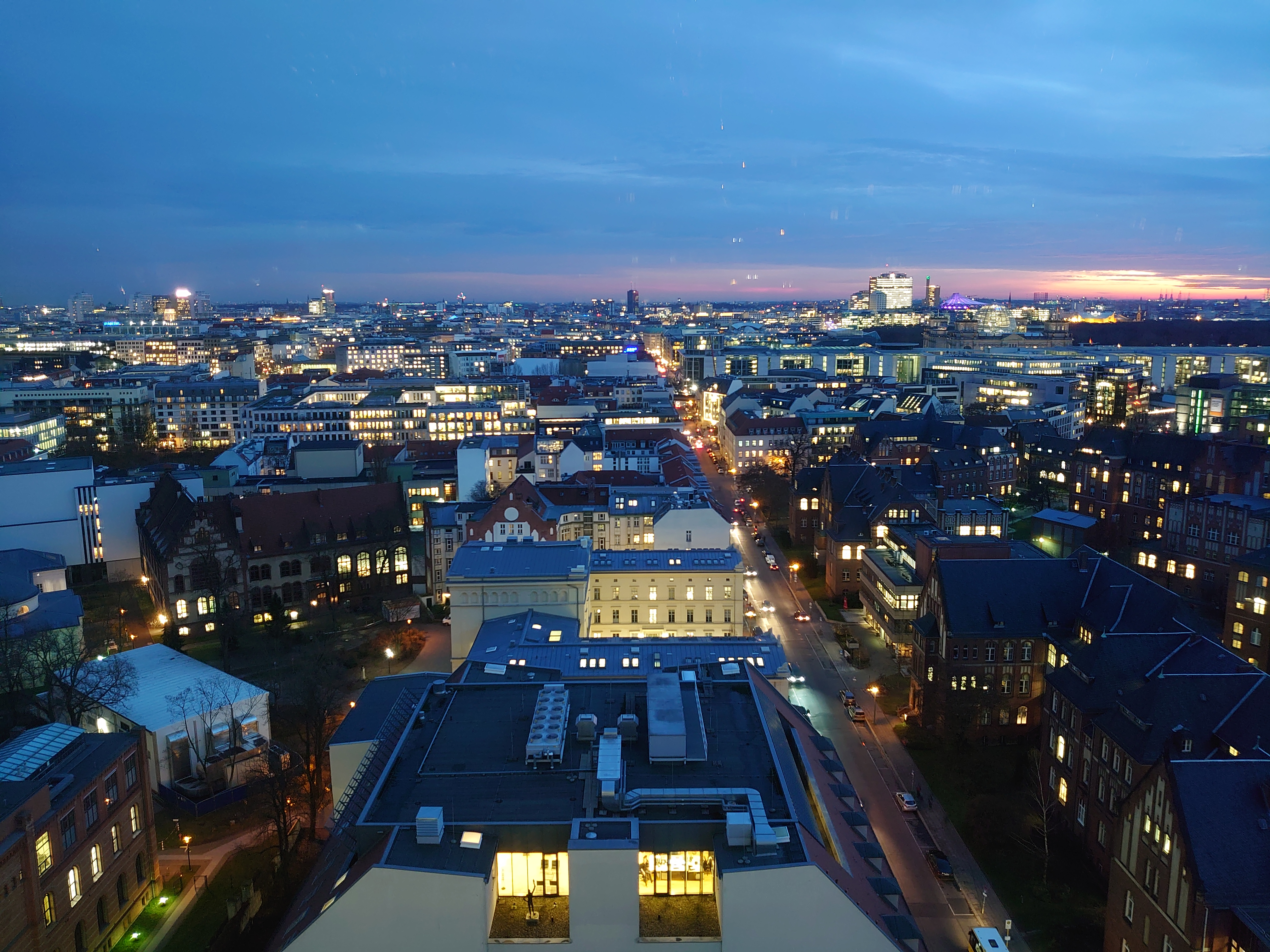
Widok z 17. piętra wieżowca Campus Mitte, strona południowa